# ريان ويلسون (لاعب اتحاد الرغبي)
ريان ويلسون (بالإنجليزية: Ryan Wilson)‏ هو لاعب اتحاد الرغبي بريطاني، ولد في 18 مايو 1989 في ألدرشوت في المملكة المتحدة.

## وصلات خارجية
- ريان ويلسون عل موقع إسبنسكروم (الإنجليزية)
- ريان ويلسون على موقع ItsRugby.co.uk (الإنجليزية)